# Felton Jarvis
Charles Felton Jarvis (Atlanta, 16 de novembro de 1934 – Nashville, 3 de janeiro de 1981) foi um produtor musical americano. Foi o produtor de Elvis Presley no período de 1966 até 1977.

## Carreira
Como produtor musical da RCA Victor, Jarvis foi responsável pela maioria das gravações de Elvis Presley nos anos 1966-1977. Ele também lançou seus próprios singles no final dos anos 1950 e início dos anos 1960. No entanto, ele teve mais sucesso como produtor musical. Ele produziu os seis primeiros álbuns de John Hartford e dos artistas Tommy Roe, Michael Nesmith, Fats Domino, Jimmy Dean, Fess Parker, Charlie Pride, Carl Perkins, Skeeter Davis, Willie Nelson, Gladys Knight & the Pips, Maria Dallas e Jerry Reed.

## Último projeto: Guitar Man
Em meados de dezembro de 1980, Jarvis terminou um projeto de Elvis Presley para a RCA Records chamado Guitar Man. Continha dez canções gravadas anteriormente que combinavam com os vocais originais de Presley com novas faixas instrumentais dobradas. Em 16 de dezembro de 1980, Jarvis e Jerry Flowers, um funcionário da RCA Records, discutiram questões para uma entrevista de rádio a ser realizada na semana seguinte por ocasião do lançamento do álbum. A conversa deles foi capturada em fita cassete e inclui pensamentos sobre o projeto Guitar Man e a carreira de Jarvis.
A entrevista formal de rádio nunca aconteceu porque Jarvis sofreu um derrame em 19 de dezembro de 1980. Ele foi internado em um hospital de Nashville e morreu lá em 3 de janeiro de 1981, aos 46 anos de idade.
Felton Jarvis está enterrado no cemitério Mount Hope em Franklin, Tennessee.

## Discografia
Ski King / Be-I-Bye etc. (1964)

### Singles
- Honest John (The Workin 'Man's Friend) / Don't Knock Elvis (1959) - na gravadora Viva Records
- Swingin 'Cat / Honest John (The Working Man's Friend) (1960) - no rótulo Thunder Int. Columbia Miss
- Dimples / Little Wheel (1960) - no rótulo Thunder Int. Columbia Miss
- Indian Love Call / Goin 'Down Town (1961) - no selo MGM
- Ski King / Be-I-Bye (1964) - no selo ABC-Paramount
- Too Many Tigers / Knickle Knuckle (1965) - no rótulo ABC-Paramount